# 700th Anniversary Stadium
Het 700th Anniversary Stadium (Thai: สนามเชียงใหม่ 700 ปี) is een multifunctioneel stadion in Chiang Mai, een stad in het noorden van Thailand. De naam van het stadion is ter van de oprichting van Chiang Mai, in 1296, 700 jaar geleden.
Het stadion is gebouwd in 1995 om te kunnen worden gebruikt op de Zuidoost-Aziatische Spelen van 1995. Het is daarna ook gebruikt op de Aziatische Spelen van 1998. Daarna werden er ook wedstrijden gespeeld op het Wereldkampioenschap voetbal vrouwen onder 19 in 2004. De voetbalclubs Chiangmai FC en Chiangmai United FC spelen in dit stadion hun thuiswedstrijden. 
In het stadion is plaats voor 25.000 toeschouwers.

## Interlands
In het stadion werden onder andere de volgende wedstrijden gespeeld. 
| Voetbalinterlands | Voetbalinterlands    | Voetbalinterlands | Voetbalinterlands | Voetbalinterlands | Voetbalinterlands |
| Datum             | Wedstrijd            | Uitslag           | Competitie        | Toeschouwers      |                   |
| ----------------- | -------------------- | ----------------- | ----------------- | ----------------- | ----------------- |
| 23 januari 2013   | Noord-Korea – Zweden | 1–1               | King`s Cup 2013   | 500               |                   |
| 23 januari 2013   | Thailand – Finland   | 1–3               | King`s Cup 2013   | 23.000            |                   |
| 26 januari 2013   | Finland – Zweden     | 0–3               | King`s Cup 2013   | 5.000             |                   |